# Jodie Devos
Jodie Devos (* 10. Oktober 1988 in Libramont-Chevigny; † 16. Juni 2024 in Paris) war eine belgische Opernsängerin im Stimmfach Sopran.

## Leben und Wirken
Jodie Devos nahm ab dem Alter von 16 Jahren Gesangsunterricht und studierte bei Benoît Giaux und Élise Gäbele am Institut supérieur de Musique et de Pédagogie von Namur. Weitere Studien bei Lillian Watson an der Royal Academy of Music in London schloss sie 2013 mit dem Master of Arts ab. 2014 bildeten der Erfolg beim internationalen Concours Reine Elisabeth und der Eintritt in die Académie de l’Opéra Comique de Paris den Beginn ihres öffentlichen Wirkens. Ihr Debüt an der Opéra Royal de Wallonie in Lüttich gab sie 2015 als Rosina in Il barbiere di Siviglia. 2016 stellte sie ebenfalls in Lüttich die Euridice in Orpheus in der Unterwelt dar und nahm Engagements an französischen Opernhäusern wahr, etwa die Titelrolle von Offenbachs Geneviève de Brabant an der Opéra National de Montpellier und 2017 die Titelrolle von Lakmé in Tours, die Königin der Nacht in der Zauberflöte in Dijon und den Yniold in Pelléas et Mélisande an der Pariser Oper.
2018 gab sie an der Opéra Royal de Wallonie in Lüttich ihr Rollendebüt als Susanna in Le nozze di Figaro und am Brüsseler Opernhaus La Monnaie ihr Hausdebüt als Königin der Nacht. Im folgenden Jahr stellte sie in Lüttich die Adèle in Le comte Ory dar und debütierte in Monte Carlo als Blonde in Die Entführung aus dem Serail, bei den Chorégies d’Orange als Jemmy in Guillaume Tell und in Toulouse als Constance in Dialogues des Carmélites. An der Pariser Oper war sie 2020 als Olympia in Hoffmanns Erzählungen zu erleben. In Lüttich stellte sie 2021 in einer online übertragenen Produktion von La fille du régiment die Marie dar und überzeugte dort 2022 als Philine in Mignon, in der Titelrolle von Lakmé sowie 2023 als Ophélie in Hamlet.
Als Sängerin überwiegend französischsprachiger Rollen übernahm sie auch die Titelrolle von Lucia di Lammermoor in dieser Sprache und stellte sie 2023 in Tours und später am Grand Théâtre de Québec dar. Zum Abschluss des Jahres kehrte sie dann als Elsbeth in Jacques Offenbachs Fantasio an die Pariser Opéra Comique zurück.
Sie starb 2024 mit 35 Jahren an den Folgen von Brustkrebs.

## Preise und Auszeichnungen
- 2. Preis und Publikumspreis beim Concours Reine Elisabeth, Brüssel 2014
- Auszeichnung von Offenbach Colorature als bestes Soloalbum beim Oper! Award 2019

## Diskografie
- Offenbach Colorature: Arien aus Werken von Jacques Offenbach. Münchner Rundfunkorchester, Dirigent: Laurent Campellone (Alpha; 2019)
- And Love Said. Lieder von überwiegend englischen und französischen Komponisten. Mit Nicolas Krüger, Klavier (Alpha; 2021)
- Jacques Offenbach: La vie parisienne. Mit Jodie Devos als Gabrielle, Choeur de Chambre de Namur; Les Musiciens du Louvre, Dirigent: Romain Dumas (Naxos; 2021)
- Giovanni Battista Pergolesi: Stabat Mater. Mit Adele Charvet, Maitrise de Radio France, Le Concert de la Loge, Leitung: Julien Chauvin (Alpha; 2022)
- Bijoux Perdus: Arien französischer Komponisten. Vlaams Radiokoor, Brussels Philharmonic, Dirigent: Pierre Bleuse (Alpha; 2022)
- Jean Philippe Rameau: Zoroastre. Mit Jodie Devos als Amélite, Choeur de Chambre de Namur, Les Ambassadeurs, Dirigent: Alexis Kossenko (Alpha; 2022)
- Philippe Boesmans: On purge bébé! Mit Jodie Devos als Mme Follavoine, La Monnaie Symphony Orchestra, Dirigent: Bassem Akiki (Fuga Libera; 2023)